# Dixeia capricornus
Dixeia capricornus é uma borboleta da família Pieridae. Pode ser encontrada na Costa do Marfim, Gana, Benim, Nigéria, Camarões, Gabão, República do Congo e Angola. O habitat consiste em florestas.

## Subespécies
- Dixeia capricornus capricornus (Costa do Marfim oriental, Gana, Benin, sul da Nigéria, oeste e centro dos Camarões)
- Dixeia capricornus falkensteinii (Dewitz, 1879) (sul de Camarões, Gabão, Congo, Angola)